# Joaquim Malats
Joaquim Malats i Miarons (Barcelone, 5 mars 1872 – Barcelone, 22 octobre 1912) est un pianiste et compositeur espagnol.

## Biographie
Il étudie avec Juan Baptista Pujol au Conservatoire de Barcelone. Après ses débuts à quatorze ans (1886), il se perfectionne au conservatoire de Paris, où il remporte son premier prix de piano et le prix Diémer en 1903. Il se produit ensuite à travers l'Espagne, la France et le Portugal avec un succès extraordinaire. Isaac Albéniz lui a dédié une grande part de son œuvre maîtresse, Iberia.
En tant que compositeur il écrit des Impressions d'Espagne, une suite pour grand orchestre, une Serenata española, un trio pour piano, violon et violoncelle et différentes œuvres pour piano : mazurcas, danses, serenatas, Babillage et valse Caprice.
Le Musée de la musique de Barcelone conserve des articles de presse, la correspondance avec Isaac Albéniz et une ample collection photographique de portraits du pianiste.